# Most Aleksandra III
Most Aleksandra III (fr. Pont Alexandre III) – most w Paryżu wybudowany w latach 1896–1900, a ukończony na otwarcie wystawy światowej. Został nazwany na cześć cesarza Imperium Rosyjskiego Aleksandra III Romanowa, którego syn i następca, Mikołaj II, położył kamień węgielny pod budowę (w październiku 1896). Most nawiązuje do przymierza rosyjsko-francuskiego zawartego w roku 1892. Na moście umieszczone jest godło Imperium Rosyjskiego i herb Paryża oraz personifikacje Sekwany i Newy.
Zaprojektowali go: inżynierowie Jean Résal i Amédée d’Alby, oraz architekci Cassien-Bernard i Gaston Cousin. Most, obok powstałej nieco wcześniej wieży Eiffla, jest najlepszym przykładem budowli o wyłącznie metalowej konstrukcji w Paryżu. Rozciąga się z niego perspektywa na Les Invalides.